# Oribatula agaveae
Oribatula agaveae är en kvalsterart som först beskrevs av Aoki och Wang 1986.  Oribatula agaveae ingår i släktet Oribatula och familjen Oribatulidae. Inga underarter finns listade i Catalogue of Life.